# Pogoniotarsus cruciatus
Pogoniotarsus cruciatus är en skalbaggsart som beskrevs av Leon Fairmaire 1894. Pogoniotarsus cruciatus ingår i släktet Pogoniotarsus och familjen Cetoniidae. Inga underarter finns listade i Catalogue of Life.